# 고려대학교 영자신문사
고려대학교 영자신문사(The Granite Tower)는 1954년에 창간되었다. 제호는 The Granite Tower (이하 GT), 창간 멤버는 민영빈, 민재식, 김동현, 조승국, 홍선주, 범대순, 이창하 등 7인이었다. 당시 나온 The Korea Times는 Tabloid 4면이었고 이렇게 탄생한 GT가 우리나라의 가장 오래된 영자신문이 되었다. 독자적으로 창간된 GT는 지령 4호를 발간한 후에 고려대학교 학내 및 학외 문제들로 인해 발간을 중단하게 되었으나 14년이 지난 1968년 9월 18일 The Korea U. Mirror라는 제호로 복간되었다. 이 때 편집장은 박익서, 기자는 한옥자, 최영세, 최운근, 조영희였고 크기는 타블로이드 4면, 발행횟수는 월 1회였다. 4호까지 발행한 후 1969년 3월부터 제호를 현재의 The Granite Tower로 바꾸었으며 1969년 1월 21일에는 문화공보부(문화체육관광부 전신)에 정식으로 등록하여 제3종 우편물 인가를 받았다.
1957년 1월(83호)부터는 Standard판 4면으로 변경하였고 1978년 10월(120호)부터는 Indian Head판 8면으로 바꾸었다. 1982년 3월(148호)부터는 발행횟수를 월 2회로 늘리고 신문사 성원도 대폭 늘어났다. 1984년 9월(181호)에는 창간 30주년을 맞아 12면을 발행하였고 1986년 3월에는 200호 특집을 발행하였다.
1993년 6월(290호)부터는 GT가 신문에서 잡지로 전면적인 매체혁신을 이루었다. 판형은 4*6배 판으로 현재까지도 The Granite Tower판으로 불린다.Cover Story, News, Photo, International, Culture 섹션으로 48면을 채웠다. 이때부터 월 1회 잡지를 발행하였고 1994년 9월 GT 창간 40주년과 지령 300호를 맞아 특집호를 발행하였으며 1995년 9월부터는 The Granite Tower의 제호 모양이 변경되었고 레이아웃의 세부적인 변화도 많았다. 이와 관련하여 2002년 3월(359호)부터는 제호가 현재의 모양으로 바뀌었으며 내부의 종이 질도 많은 변화를 겪었다. 2004년 3월(375호)부터는 잡지의 크기가 A4로 확대되었으며, 2005년에는 제호와 크기가 다시 변형되었다. 고려대학교가 개교 100주년을 맞이한 2005년 5월에는 100주년 기념 특별호를 발행하여 교내외의 주목을 받았다.
영자신문사는 대외행상의 일환으로 1976년부터 English Speech Contest for High School Students를 개최하였고 1990년에는 본교생을 대상으로 Essay Contest를 열기도 했다. English Speech Contest는 현재 열리지 않고 있으나 2002년 Essay Contest는 부활하여 2003년까지 이어졌다. 또한 1986년과 1987년 The Korea Herald가 제정한 전국대학 영자신문 콘테스트에서 각각 우수상과 대상을 수상하였다. 1985년 9월 국내 영자신문으로는 최초로 Computer System을 도입하여 전산화를 이룩하였으며 1989년 2학기부터 CTS System을 도입하여 전면 컴퓨터 편집을 이루게 되었다. 이와 관련하여 국내 잡지 최초로 인터넷에 웹사이트를 개설하고 기사를 게재하기 시작하여 1997년 11월에는 고려대학교 교내 홈페이지 랭킹 평가에서 우수상을 받았다.
영자신문사는 2009년을 기하여 제호를 새롭게 교체하는 한편 전면적인 레이아웃 개선을 이루었다. 2009년 2월 기준으로 월 1회, 연 8회이며, 규격은 205 x 275 mm이다.